# Assia laureata
Assia laureata är en rundmaskart som beskrevs av Gerlach 1957. Assia laureata ingår i släktet Assia och familjen Leptolaimidae. Inga underarter finns listade i Catalogue of Life.